# 圣布莱斯迪比
圣布莱斯迪比（法語：Saint-Blaise-du-Buis，法語發音：[sɛ̃ blɛz dy bɥi]）是法国伊泽尔省的一个市镇，属于格勒诺布尔区。

## 地理
圣布莱斯迪比（45°22'37"N, 5°31'6"E）面积5.44 平方千米，位于法国奥弗涅-罗讷-阿尔卑斯大区伊泽尔省，该省份为法国东南部内陆省份，北起顺时针与安省、萨瓦省、上阿尔卑斯省、德龙省、阿尔代什省、卢瓦尔省和罗讷省。
与圣布莱斯迪比接壤的市镇（或旧市镇、城区）包括：阿普里约、希朗斯、拉米雷特、雷欧蒙。

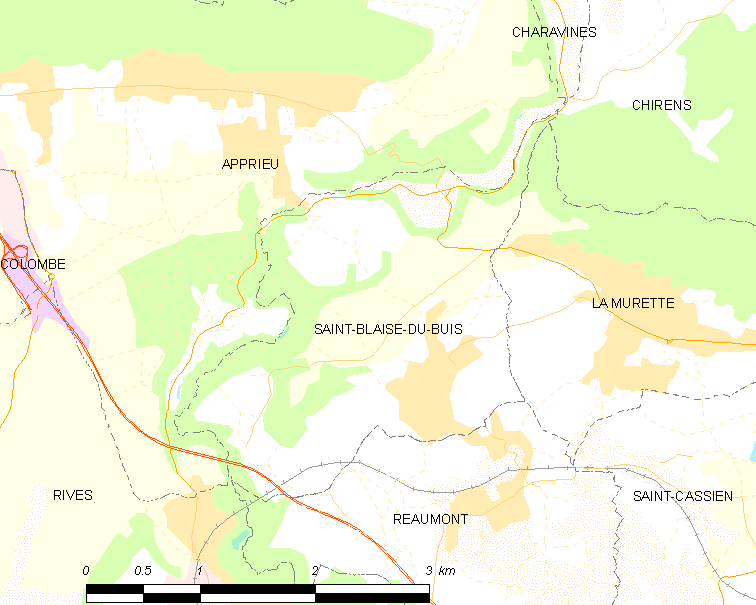
圣布莱斯迪比的OSM定位图

圣布莱斯迪比的时区为UTC+01:00、UTC+02:00（夏令时）。

## 行政
圣布莱斯迪比的邮政编码为38140，INSEE市镇编码为38368。

## 政治
圣布莱斯迪比所属的省级选区为蒂兰县。

## 人口

1962-2008年间圣布莱斯迪比人口变化图示

圣布莱斯迪比于2022年1月1日时的人口数量为1064人。